# Mediengruppe Deutscher Apotheker Verlag
Die Deutscher Apotheker Verlag Dr. Roland Schmiedel GmbH & Co. KG (kurz Deutscher Apotheker Verlag, abgekürzt DAV) ist ein deutscher pharmazeutischer Fachverlag mit Sitz in Stuttgart und das Mutterunternehmen der Mediengruppe Deutscher Apotheker Verlag. Zum Konzern gehören weitere Fach- und Wissenschaftsverlage.

## Geschichte
Der Verlag bzw. die Mediengruppe entstand aus der heute als Teil der Mediengruppe geführten Wissenschaftlichen Verlagsgesellschaft (WVG) in Stuttgart. Sie wurde 1921 als Verlag für Naturwissenschaften vom Apotheker Roland Schmiedel (1888–1967) gegründet, der zuvor die Schriftleitung der Süddeutschen Apotheker-Zeitung übernommen hatte und diese 1919 übernahm. Schmiedel verlor im Zweiten Weltkrieg aus politischen Gründen seine Beraterposten beim Württembergischen Innenministerium und seine Lehraufträge an der Universität Tübingen und der TH Stuttgart und seine Süddeutsche Apotheker-Zeitung wurde 1943 offiziell kriegsbedingt mit der Deutschen Apotheker-Zeitung in Berlin vereinigt.
Unmittelbar nach dem Ende des Zweiten Weltkriegs erhielt er seine Verlagslizenz wieder und gab 1946 wieder die Süddeutsche Apotheker-Zeitung heraus. 1950 erwarb er die Rechte am Deutschen Apotheker Verlag (DAV), verlegte den Sitz nach Stuttgart und vereinigte die Zeitschriften zur Deutschen Apothekerzeitschrift. 1955 entstand das Verlagsgebäude für DAV und WVG in der Birkenwaldstraße in Stuttgart, wozu 1981 ein zweiter Verlagssitz in Gerlingen hinzukam. Verlag bzw. Mediengruppe blieben in Familienbesitz und werden vom Enkel des Gründers, dem Rechtsanwalt Christian Rotta geleitet (2020).
Weitere Zeitschriften, die Schmiedel nach dem Zweiten Weltkrieg gründete, waren Universitas, Optik, Deutsche Lebensmittel-Rundschau, Medizinische Monatsschrift (1947), die Deutsche Farben-Zeitschrift, die Naturwissenschaftliche Rundschau (1948) und die Zeitschrift Die Stärke, später Mundus (1965) und The German Economic Review (1963).

## Mediengruppe Deutscher Apotheker Verlag
Zur Unternehmensgruppe des Deutschen Apotheker Verlags gehören folgende hundertprozentigen Tochtergesellschaften (Stand 2018):
- Franz Steiner Verlag GmbH, Stuttgart
- Wissenschaftliche Verlagsgesellschaft mbH, Stuttgart
- DAN Netzwerk deutscher Apotheker GmbH, Stuttgart
- Verlag Österreich G.m.b.H., Wien (Österreich)
- MedPharm Polska Sp.z o.o, Breslau/Polen
- Medpharm Networks GmbH, Stuttgart
- Behr’s GmbH, Hamburg
- DAP Networks GmbH, Köln
- BWV Berliner Wissenschafts-Verlag GmbH, Berlin
- ePrax GmbH, Lüdenscheid

## Deutscher Apotheker Verlag
Der Deutsche Apotheker Verlag (DAV) ist ein pharmazeutischer Fachverlag in Deutschland. Er bietet Fach- und wissenschaftliche Informationen für Apotheker und pharmazeutisch-technische Assistenten (PTA).
Die donnerstags erscheinende Deutsche Apotheker Zeitung (zusammen mit der montags erscheinenden Apotheker Zeitung und dem Nachrichten- und Branchenportal DAZ.online) ist eine Abonnementzeitschrift für Pharmazeuten. Eine noch größere Verbreitung hat die seit 2007 14-täglich erscheinende Zeitschrift für pharmazeutisch-technische Assistenten PTAheute. Weitere Zeitschriften des Deutschen Apotheker Verlags sind die Krankenhauspharmazie (Zeitschrift des Bundesverbandes Deutscher Krankenhausapotheker) und die Medizinische Monatsschrift für Pharmazeuten. Das Programm des Verlags umfasst neben Zeitschriften wissenschaftliche Literatur sowie Fachbücher, Arzneibücher, Loseblattwerke, Datenbanken und andere elektronische Medien. Das Portal jobpharm.de des Deutschen Apotheker Verlags sammelt Stellenangebote und Ausbildungsstellen für alle pharmazeutischen Berufe.
Aus Berlin wird die Mediengruppe von Redakteuren des DAV-Hauptstadtbüros unterstützt. Jeweils im Frühjahr wird vom Deutschen Apotheker Verlag die pharmazeutische Fortbildungsveranstaltung für Apotheker und PTA Interpharm veranstaltet. Der Deutsche Apotheker Verlag ist Mitglied im Börsenverein des Deutschen Buchhandels.

## Wissenschaftliche Verlagsgesellschaft Stuttgart
Die Wissenschaftliche Verlagsgesellschaft Stuttgart (WVG) ist ein medizinisch-naturwissenschaftlicher Fachmedien- und Zeitschriftenverlag. Das Verlagsprogramm umfasst die Bereiche Medizin, Pharmazie, Chemie, Physik, Pflege, Ernährung sowie Gesundheitsrecht und Gesundheitsmanagement. Neben wissenschaftlichen und Fachbüchern, Studienliteratur, Loseblattwerken, E-Books, CDs/DVDs, Apps und Datenbanken erscheinen in der WVG die Zeitschriften Arzneimitteltherapie, Medizinische Monatsschrift für Pharmazeuten, Psychopharmakotherapie, Naturwissenschaftliche Rundschau, MedizinprodukteJournal und Arzneimittel&Recht.
Verlagsklassiker sind u. a. das pharmakologische Lehrbuch und Nachschlagewerk Mutschler: Arzneimittelwirkungen (Buch und App), der umfangreiche Arzneibuch-Kommentar mit wissenschaftlichen Erläuterungen zum Europäischen und Deutschen Arzneibuch (Loseblattwerk und digital), Thews/Mutschler/Vaupel: Anatomie, Physiologie, Pathophysiologie des Menschen (Buch und App) und Souci/Fachmann/Kraut: Die Zusammensetzung der Lebensmittel Nährwert-Tabellen, ein Nachschlagewerk das bei medpharm Scientific Publishers, einem seit 1981 bestehenden Imprint-Verlag der Wissenschaftlichen Verlagsgesellschaft Stuttgart erscheint. In diesem Imprint-Verlag publiziert die Wissenschaftlichen Verlagsgesellschaft Stuttgart vorrangig internationale pharmazeutische und medizinische wissenschaftliche Literatur, z. B. das ins Englische übersetzte Deutsche Homöopathische Arzneibuch (German Homoeopathic Pharmacopoeia) und den Index Nominum: International Drug Directory.
Gegründet wurde die Wissenschaftliche Verlagsgesellschaft Stuttgart 1921 vom Stuttgarter Apotheker und Lebensmittelchemiker Roland Schmiedel (1888–1967). Sie ist seit vier Generationen in Familienbesitz und wird heute vom geschäftsführenden Gesellschafter Christian Rotta, André Caro und Benjamin Wessinger geleitet.

## Behr’s Verlag
Behr’s ist ein Fachverlag im Bereich Lebensmittelindustrie und Ernährungswirtschaft, Gemeinschaftsverpflegung, Hotellerie und Gastronomie, Pflege, Gesundheitswesen sowie Kosmetik- und Pharmaindustrie. Neben Büchern, Loseblattwerken, elektronischen Medien und Newslettern erscheint im Verlag die Zeitschrift DLR – Deutsche Lebensmittel-Rundschau, das Ernährungsmagazin Verpflegen und QM!, ein Magazin für Qualitäts-Manager in der Lebensmittelbranche.
Außerdem ist der Behr’s Verlag Veranstalter von Seminaren. Der in Hamburg ansässige Verlag stieß 2010 zur Mediengruppe.

## Netzwerk Deutscher Apotheker / apotheken.de
Das Netzwerk Deutscher Apotheker ist Betreiber des 2000 gegründeten und werbefreien Gesundheitsportals apotheken.de. Diese Website bietet unter anderem News und Ratgeber für Patientinnen und Patienten, einen Apotheken- und Notdienstfinder sowie eine Beipackzettelsuche an. Als "ApothekenApp" für iOS und Android sind diese Dienste auch mobil optimiert verfügbar. 
Für Apotheken bietet apotheken.de verschiedene Dienste an, das inkludiert zum Beispiel das Erstellen von Websites, die Online-Sichtbarkeit dieser, die Funktion, Reservierungen von Medikamenten und das Einlösen von Rezepten zu ermöglichen, sowie die direkte Verknüpfung von Warenwirtschaft und Shop. Zusätzlich können Apotheken neben der Auffindbarkeit mittels ApothekenApp auch eine individuelle App in Auftrag geben. Ein weiteres Produkt ist die Schaufenster-Notdienst-App, die es den Apotheken ermöglicht, digitalisiert ihrer Pflicht zum Aushang der aktuellen Notdienst-Apotheken nachzukommen. Seit Ende September 2024 bietet die ApothekenApp auch das Scannen der Gesundheitskarte zum Einlösen des E-Rezeptes an.

## DeutschesApothekenPortal (DAP)
Das DeutscheApothekenPortal ist Teil der DAP Networks GmbH und bietet u. a. eine Online-Plattform, die sich an Apotheker wendet und regulatorische Fragen um die Arzneimittelabgabe (Rabattverträge, Retaxationen, Packungsgrößen etc.) beantwortet.
Neben Foren bietet das Portal einen Newsletter, der täglich über apothekenrelevante Praxisfragen informiert. Parallel zu den Informationen auf dem Portal erscheint als Zeitschrift zweimonatlich der DAP-Dialog, das Magazin des DeutschenApothekenPortals. Bestandteil des Magazins ist u. a. der OTC-Dialog, in dem Abgabeprobleme bei erstattungsfähigen OTC-Arzneimitteln und Medizinprodukten aufgegriffen werden. Außerdem gehören Arbeitshilfen für die Apotheke, Plakate mit Produktvergleichen und Fortbildungsangebote der Industrie zum Angebot.
Geschäftsführerin ist Dagmar Engels.

## ePrax
Die ePrax GmbH ist ein Entwickler und Vertreiber von Datenbank- und Softwarelösungen im Gesundheitssektor. Im Jahre 2000 wurde sie mit der Scholz Verlag für Medizinisch-Pharmazeutische Information GmbH fusioniert. ePrax richtet sich mit seinen Produkten sowohl an die Fachkreise der medizinisch-pharmazeutischen Versorgung als auch an die Patienten.  
Geschäftsführer von ePrax ist Wolfgang Scholz.

## Berliner Wissenschafts-Verlag
Der Berliner Wissenschafts-Verlag (vormals Berlin Verlag Arno Spitz GmbH) pflegt seit den 1960er Jahren ein interdisziplinäres sozialwissenschafts- und rechtswissenschaftliches Programm in den Bereichen Jura, Wirtschaft, Betriebswirtschaft, Verwaltung, Politik, Geschichte, Kulturwissenschaft und Philosophie. Der Verlag gehört seit 2015 zur Mediengruppe Deutscher Apotheker Verlag.

## S. Hirzel Verlag
Der S. Hirzel Verlag ist ein Wissenschafts- und Sachbuchverlag. Bei Hirzel erscheinen das Deutsche Wörterbuch der Brüder Grimm und seine Neubearbeitungen sowie weitere germanistische Standardwerke und Titel. Außerdem veröffentlicht der Verlag wissenschaftliche Werke auf den Gebieten der Chemie, Physik und Philosophie sowie Sachbücher und medizinische Ratgeber. Bei Hirzel erscheinen unter anderem Scheidewege – Jahresschrift für skeptisches Denken sowie die Zeitschriften Acta Acustica united with Acustica (The Journal of the European Acoustics Association), die Zeitschrift für deutsches Altertum und Deutsche Literatur (ZfDA) und das Literaturblatt Baden-Württemberg.

## Franz Steiner Verlag
Der Franz Steiner Verlag ist einer der geisteswissenschaftlichen Verlage Deutschlands. Den Kern bilden die Geschichtswissenschaften mit dem Schwerpunkt Alte Geschichte, Wissenschafts- und Medizingeschichte sowie die Klassische Philologie.

## Verlag Österreich
Der Verlag Österreich ist ein juristischer Fachverlag mit Sitz in Wien. In ihm erscheinen Fachzeitschriften, Newsletter, Studienliteratur, Kommentare, Handbücher und Monografien. Ein Schwerpunkt des Verlags liegt auf den Gebieten Wirtschafts-, Gesellschafts-, Kartell-, Vergaberecht und Steuerrecht, aber auch auf dem Verwaltungs- und Verfassungsrecht.